# Vjekoslav Kolobarić
Vjekoslav Kolobarić (ur. 4 kwietnia 1989 w Osijeku) – chorwacki wioślarz.

## Osiągnięcia
- Mistrzostwa Świata Juniorów – Amsterdam 2006 – dwójka bez sternika – 9  miejsce[1].
- Mistrzostwa Świata Juniorów – Pekin 2007 – dwójka podwójna – 9  miejsce[1].
- Mistrzostwa Świata U-23 – Račice 2009 – czwórka bez sternika – 7  miejsce[1].
- Mistrzostwa Europy – Brześć 2009 – czwórka bez sternika – 10. miejsce[1].